# Lissochlora florifera
Lissochlora florifera là một loài bướm đêm trong họ Geometridae.